# Daphnia parvula
Daphnia parvula är en kräftdjursart som beskrevs av R. Ewan Fordyce 1901. Daphnia parvula ingår i släktet Daphnia och familjen Daphniidae. Inga underarter finns listade i Catalogue of Life.